# Hirschstein (Adelsgeschlecht)
Von Hirschstein (tschechisch z Hirštejna auch z Herštejna) ist der Name einer adligen Familie. Die Geschichte dieses Adelsgeschlechtes ist unübersichtlich und es blieben nur wenige Aufzeichnungen erhalten.
Der erste Lehnsmann, der das Präfix von Hirschstein trug, war 1272 Ritter Protivec, Bruder des Vítel von Staňkov, Eigentümer der Burg Starý Herštejn (Hirschstein). Die Familie verließ das Domizil 1328. Chotěbor von Hirschstein erwarb am 19. Dezember 1333 die Burg Sukoslav von Boresch IV. von Riesenburg und seinen Söhnen Boreš und Slávek. 1359 erstmals urkundlich erwähnt wurde Zdenko von Hirschstein, der zuvor schon Schüttwa und Pobiezowicz (das spätere Ronsperg) sowie Waltersgrün erhalten hatte, als er Bischofteinitz erwarb. Aus diesem Geschlecht stammte auch Buschek von Wilkenau, der durch Kauf das Richteramt der Choden an sich brachte. Bohusch von Hirschstein, der letzte der Linie, starb 1456.